# Encyclia uxpanapensis
Encyclia uxpanapensis är en orkidéart som beskrevs av Gerardo A. Salazar. Encyclia uxpanapensis ingår i släktet Encyclia och familjen orkidéer. Inga underarter finns listade i Catalogue of Life.